# Pobiedziska
Pobiedziska (udtale: [pɔbʲɛˈd͡ʑiska]); tysk: Pudewitz) er en by i den østlige centrale del af voivodskabet Storpolen i den vestlige centrale del af Polen. Byen har 9.755(2021) indbyggere og et areal på 	10,16 km², og er en del af powiatet Poznań.

## Historie
Byens navn kommer fra ordet pobieda, der betyder sejr. Den blev navngivet af Kasimir 1. fornyeren i 1048, muligvis for at mindes hans nederlag til Masław, en oprørsk masovisk statholder.
I 1257 blev Pobiedziska tildelt byrettigheder af hertug Przemysl, som var medhersker over Posen, hvilket gjorde byen uafhængig af Ostrów Lednicki kastellanat. I de forskellige felttog iværksat af polakkerne, i 1331, blev byen ødelagt af de Teutoniske Riddere, og det tog mange år at komme sig. Den var en kongeby i Kongeriget Polens krone, administrativt beliggende i Gniezno powiat i Kalisz voivodskab i Storpolen. Byen blev ofte besøgt af Władysław Jagiełło. I 1423 finansierede han opførelsen af en Helligåndskirke samt et hospital for de fattige.
Efter et århundredes anarki i Polen blev landet delt mellem Europas tre stormagter, Rusland, Preussen og Østrig. Under Polens anden deling blev provinsen Posen annekteret af Kongeriget Preussen i 1793. Efter Napoleonskrigene blev den genannekteret af Preussen i 1815, og fra 1871 var Posen-provinsen også del af Det tyske rige. Versailles-traktaten tildelte Posen-provinsen, inklusive byen, til det nye genopstandne Polen.